# 不列顛群島的稱呼

不列顛群島（British Isles）

本頁介紹不列顛群島的地域、政權、或民族所使用的許多高度重疊的稱呼。因為岛内的政治在历史上多次变化，有些詞彙非常類似，加上日常使用習慣上的不嚴謹以及翻譯錯誤，造成這些稱呼容易混淆。

## 用語的使用細節
以下為主要用語及其簡要意義：
- 地理

顯示不同用語的欧拉图
法律差異
地理特徵

  - 不列顛群島（British Isles），是由大不列顛島島嶼、爱尔兰岛和周邊許多小島組成的群島。
  - 大不列顛島（Great Britain），有時簡稱為不列顛（Britain），是群島中最大的島嶼，[1][2][3]位於法国北方（不列顛一詞更常被當做一個政治性用語：為大不列顛與北愛爾蘭聯合王國的另一個名稱[4]）。
  - 爱尔兰岛（Ireland），位於大不列顛西邊，為群島中的第二大島。爱尔兰岛名字的由来与一个爱情故事有关。
  - 英倫三島，中文中独有的對英格兰、蘇格蘭和威爾士三个地区的稱呼，其范围和意義与大不列顛并无明显差别。有時會用來泛指聯合王國。但也有人認為這種稱呼是一種訛誤，一方面这三个地区都在同一个岛上。另一方面聯合王國也不只有三個島，如指较大的島也僅有大不列顛和愛爾蘭兩者。[5]
- 政治
  - 大不列顛和北愛爾蘭聯合王國（The United Kingdom of Great Britain and Northern Ireland）是一個擁有大不列顛島、其臨近島嶼（不包括曼島與海峡群岛）和愛爾蘭島東北部的主權國家。通常簡稱「聯合王國」（United Kingdom）、「UK」或「不列顛」（Britain）。[4]
  - 英國，在中文語境中的「英國」一詞，於英语中並無完全相對應的詞彙，其一般是指1707年聯合法令前的英格兰王国[6]，以及其後的大不列顛王國及繼承的各個國家。於現代用語多指大不列顛和北愛爾蘭聯合王國，但也可以用於專指英格兰[6]
[查证请求]。
  - 爱尔兰（Ireland）是一個擁有愛爾蘭島大部份領土的主權國家。 為了不與愛爾蘭島混淆，通常稱作「爱尔兰共和国」（Republic of Ireland），或者在談論到愛爾蘭政治時，為了不與北爱尔兰（Northern Ireland）混淆，簡稱為「共和國」（Republic），儘管事實上該國憲法規定該國全稱為「愛爾蘭」（Ireland）。有時候其蓋爾語名稱「Éire」在英語中常用來與「北愛爾蘭」區別，即使「Éire」一字的英語直譯為「愛爾蘭」（Ireland）。
  - 英格兰 、蘇格蘭 、威爾士  和北爱尔兰 是大不列顛和北愛爾蘭聯合王國的構成國家。20世纪末期至今，苏格兰、威尔士和北爱尔兰都有了自己区域的地方立法和行政机构，在联合王国政府和议会的授权范围内管辖区域内事务。
  - 英格蘭和威爾斯、蘇格蘭以及北愛爾蘭是聯合王國下的三个不同的司法管轄區，法律体制各不相同。
  - 大不列顛島（Great Britain）意義上將英格蘭、威爾斯、蘇格蘭視為一體。[7][8]「大不列顛」通常（錯誤地）被當做聯合王國（UK）的同義詞。事實上，由於聯合王國是由大不列顛和北愛爾蘭聯合組成，「聯合王國」和「大不列顛」的意義並不相等。
  - 不列顛（Britain）被廣泛地做為聯合王國的同義詞。因为在英语中，联合王国是没有形容词形式的国家名称，所以常常使用不列颠（British）代替，尽管这种用法并不完全准确。
  - 「大英」：中文常將「大英」做為「不列顛」（Britain）或「不列顛的」（British）的直接翻譯，如大英帝國（British Empire）、大英博物館（British Museum）等。
  - 不列顛島嶼（British Islands，英国诸岛）由聯合王國、海峡群岛（Channel Islands）以及曼島（Isle of Man）組成。這些是在不列顛群島（British Isles）的範圍內尊聯合王國君主為元首的政权（State），海峡群岛和曼岛包括国防、外交等的许多事务都由联合王国代理。
  - GB是聯合王國的ISO 3166代碼。
  - 聯合王國和愛爾蘭（共和國）在正式文件中列為「Nation（民族國家）」或「Country（国家或政區）」。英格蘭、威爾斯、蘇格蘭和北愛爾蘭在非正式文件中也称为「Nation」或「Country」，在正式文件中则多称为「Region」（地区）。英格兰、苏格兰、威尔士、北爱尔兰有自己的國慶、国（区）旗等。
  - 在某些情况下，威爾斯可視作公國（the Principality）；而北愛爾蘭在支持爱尔兰统一的观点中視作省（Province），有时候会视作州。
- 體育
  - 聯合王國的各構成國家通常做為nations於足球、英式橄榄球、斯诺克等國際體育競賽中互相競爭（在英国本土通常被统称为"the home nations"，还包括了爱尔兰）。在足球的例子中，蘇格蘭、威爾斯、北爱尔兰和英格兰做為nation競爭。另一個複雜的狀況是在一些運動中，像是聯合式橄欖球（Rugby Union）中，北爱尔兰和爱尔兰共和国的選手在國際賽中於同一隊伍（愛爾蘭隊，Ireland）內比賽。
  - 聯合王國和愛爾蘭共和國的橄欖球選手，為不列顛和愛爾蘭雄獅（British and Irish Lions）比賽，代表英格蘭、愛爾蘭、蘇格蘭和威爾斯。
  - 大不列顛王國常用來指聯合王國。通常這是個簡單而懶惰的用法，但是有時候會被當做大不列顛和北愛爾蘭聯合王國的簡稱。（例如在奧運比賽中，北愛爾蘭的運動員可以選擇代表大不列顛隊（Team GB）或愛爾蘭隊（Team Ireland）[9]大不列顛隊（Team GB），代表聯合王國在奧運參賽。愛爾蘭隊（Team Ireland），代表愛爾蘭島上兩個部份而在奧運參賽。而北愛爾蘭经常各有選手在兩隊內比賽[9]。
  - 在诸如篮球、网球等其它项目的国际体育竞赛中，英、爱两国则严格按照国籍区分选手，也没有诸如苏格兰网球队、英格兰篮球队等次级组成。

## 總覽
以下為本條目中提到的概念和領土圖：

不列顛群島
英国诸岛
聯合王國（英国）
大不列顛島
英格兰
蘇格蘭
威爾士
爱尔兰岛（整個島嶼）
爱尔兰共和国（共和政府）
北爱尔兰
曼島
海峡群岛（澤西島、根西島、薩克島）

## 歷史方面

### 用語的來源
- 不列顛是一個政治性和地理性的稱呼，可以指大不列顛島（與Brittany，「小不列顛」區別）或大不列顛和北愛爾蘭聯合王國。 [10]

### 罗马帝国
- 不列颠尼亚（Britannia）是羅馬的不列顛行省，或是文學上對後來的不列顛稱呼，或是不列顛的擬人格。

### 中世紀時期
- 布列塔尼（Brittany），「不列顛」的衍生字，指「小不列顛」，歷史上為法國西邊的公國，現今為法國的區域。
- 英吉利（English），指英國在中世紀時期國家和民族的統稱（15世紀開始，英國語言、文學、藝術及思想習俗促使英吉利民族的形成，為亨利八世宗教改革奠定了民族基礎，提供了改革的推動力）。

### 王國和國家的演進
- 大不列顛島是歐洲最大的島嶼，並且是三個民族國家的政治聯盟，包括：

- 英格蘭和威爾斯是個政治性和行政用語，指擁有同一個法律系統的英格蘭和威爾斯兩個家國（home countries）。在1746年到1967年之間，「英格蘭」一詞法律上包含威爾斯。

- 英格兰（參見歷史上的英格兰王国）
- 威爾士（參見歷史上的威爾士公國）

- 蘇格蘭（參見歷史上的苏格兰王国）
- 歷史上的大不列顛王國，於1707年－1801年稱作不列顛。
- 歷史上的大不列颠及爱尔兰联合王国是由大不列顛和愛爾蘭組成，存在於1801年至1922年，但即使經過愛爾蘭大部份地區的獨立/脫離之後，官方名稱在1927年才改變。

現今：
- 大不列顛和北愛爾蘭聯合王國，通常簡稱為聯合王國（簡寫為UK），從1927年起，是由大不列顛和北愛爾蘭組成的（愛爾蘭於1922年分裂，但聯合王國官方名稱的改變是在五年後的國會法案所通過）。大不列顛和北愛爾蘭聯合王國時常簡稱為不列顛，甚至在官方網站上也是如此。

爱尔兰岛上的政治情势

- 爱尔兰岛上的政治情势爱尔兰岛（愛爾蘭語：Éire），地理意義上指爱尔兰岛，爱尔兰岛上的政权：

- 愛爾蘭王國（Kingdom of Ireland），1541年至1801年間的愛爾蘭全稱。
- 爱尔兰共和国（Irish Republic）是一個於1919年至1922年間片面宣稱擁有愛爾蘭全島32郡的共和國，在這段期間內，愛爾蘭法律上擁有聯合王國的部份領土，但國際間只有俄羅斯承認其獨立。
- 南愛爾蘭（Southern Ireland）是一個1920年愛爾蘭政府法案下，擁有26郡的自治領。它並未實際存在，被愛爾蘭自由邦取代。
- 爱尔兰自由邦（Irish Free State）是1922年至1937年間除了北愛爾蘭以外的愛爾蘭。

愛爾蘭共和國（Irish Republic）、南愛爾蘭、愛爾蘭自由邦和Éire使用上與愛爾蘭共和國（Republic of Ireland）同義，但若不當使用，仍可能造成侮辱，尤其是南愛爾蘭和愛爾蘭自由邦。
現今：
- 愛爾蘭（愛爾蘭語：Éire）是一個1937年至今除了北愛爾蘭以外由愛爾蘭組成的政治實體。根據愛爾蘭憲法，愛爾蘭是愛爾蘭共和國的名稱。
- 爱尔兰共和国（Republic of Ireland），1949年至今，法律上對除了北愛爾蘭以外愛爾蘭的描述。這個一個清楚而明瞭的名稱。這也是國際足球隊的正式稱呼。
- 北爱尔兰（Northern Ireland），1922年至今。1922年愛爾蘭南北分裂，北愛做為聯合王國的一部份。北愛也常被稱為「愛爾蘭北部」（the North of Ireland），「六郡」（the six counties）或（極端主義者使用）「被佔領的六郡」（occupied six counties），特別是那些愛爾蘭民族主義者。

## 地理性的差異

### 不列顛群島
|  | 不列顛群島或英倫諸島（British Isles、Na hOileáin Bhriotanacha、Ellanyn Goaldagh、Eileanan Breatannach、Ynysoedd Prydain），是大西洋上靠近歐洲大陸海岸的群島。包括爱尔兰岛、大不列顛島和曼島，但通常排除海峡群岛。群島內也包含數以千計的小島或較大的島像是設德蘭群島和奧克尼群島等。這個用語並未被普遍接受。（參見不列顛群島命名爭議） |

### 大不列顛
|  | 大不列顛島（Great Britain、Gran Bretaña）是指不列顛群島中的最大島。「大」的意思是指面積與「小不列顛」（歷史上稱現今法國布列塔尼大區）相對而言，與「偉大」等無關。在盎格魯-撒克遜入侵不列顛的時期，曾有許多不列顛移民遷徙至該區域，並且稱該地為"小不列顛"。法語中的「Bretagne」一詞是指「小不列顛」布列塔尼，而大不列顛在法語中稱作「Grande-Bretagne」。 |

### 蘇格蘭
|  | 蘇格蘭（Scotland、Alba）專指大不列顛島北部，聯合王國中第二大的構成國家。蘇格蘭南部與英格蘭為鄰，西邊為北大西洋，東邊靠北海。並包括數以千計的小島，例如埃利安錫爾、昔德蘭群島、史凱爾島和奧克尼群島。 |

### 英格蘭
|  | 英格兰（England）專指大不列顛島東南部，聯合王國中最大的構成國家。其它構成國家蘇格蘭和威爾斯並不在英格蘭內，不過與其接壤。 |

### 愛爾蘭
|  | 群島中第二大島是爱尔兰岛（Ireland、Éire）。島上大部分領土屬於爱尔兰共和国。東北部屬於聯合王國。愛爾蘭是地理上"不列顛群島"的一部份，但是並不代表整個島嶼政治上都是屬於不列顛。 |

### 曼島
|  | 曼島（Isle of Man、Ellan Vannin）位在大不列顛和愛爾蘭之間。其為不列顛王权属地，擁有自主的國會，但是由聯合王國負責其國防與外交。 |

### 海峽群島
|  | 雖然海峡群岛（Channel Islands）在政治上是聯合王國的王权属地，但身受鄰近法國大陸的影響很大，歷史上為諾曼第公國的最後領土。 |

### 羅科爾
|  | 羅科爾（Rockall）島，是一個位在聖基爾達島（外赫布里底群岛）西方304.1公里，愛爾蘭西北方424公里的無人小島。該島位在聯合王國的专属经济区內（被認定是哈里斯岛一部份），但包括爱尔兰共和国、冰岛和丹麦（透過法罗群岛）都宣稱擁有該島周圍的大陆架（不包括該島本身）主權。聯合國海洋法公約，聲明「若岩石無法滿足人類居住或經濟生命自我發展，則不應獨佔經濟海域或大陸棚」，因此聯合王國的經濟海域並未更加擴展。大陸棚主權獨立於經濟海域之外。 |

## 政治性的差異

### 聯合王國

大不列顛和北愛爾蘭聯合王國（The United Kingdom of Great Britain and Northern Ireland）是這個國家的官方正式全稱。這個名稱出現在官方文件上，像是英國護照。為了方便起見，這個稱呼通常簡稱為聯合王國（United Kingdom, UK）或不列顛（Britain）。大不列顛（Great Britain）也是廣泛使用的聯合王國代稱。
聯合王國是個主權國家（sovereign state）。它的四個構成國（constituent countries）被認為相當地不同。這種觀點被蘇格蘭和威爾斯的權力下放政府的存在所支持。由於歷史的慣例，英格兰、北爱尔兰、蘇格蘭和威爾斯在她們的權力上是「国家」（countries）也是「国族」（nations）（即使其中沒有一個是主權國家）。威爾斯也是聯合王國的一個公國（威爾士親王現今是一個經常給與王位繼承人的頭銜）。北爱尔兰常被聯合王國公民稱作聯合王國的一省，源自愛爾蘭阿爾斯特省，北愛爾蘭是該省的一部份。這個稱呼的使用是由於當初北愛是做為愛爾蘭的一部份而存在於聯合王國內，而不像是構成國家或民族。北愛爾蘭在1972年前，比起其它聯合王國內的構成國家，享有更高的自治權。
大不列顛是地理性和政治性實體。地理上，它是一個單獨的島嶼，但在政治上，也包括屬於其構成國家──英格蘭、威爾斯和蘇格蘭的群島（例如英格蘭的威特島、威爾斯的安格尔西岛、蘇格蘭的內赫布里底、外赫布里底、奧克尼群島、昔德蘭群島。）
GB有時會被正式使用當作聯合王國的簡稱，例如在奧運中或是車牌國家辨識碼。GB代碼並不總是被接受，非正式的代碼有時候會被使用來表達反對立場（如蘇格蘭的SCO、北愛爾蘭的NI、英格蘭的ENG）.另一個分配給聯合王國的網域代碼".gb"不被使用，聯合王國的域名使用「.uk」。
聯合王國的四個組成部分通常也被稱為家國（Home Nations）或「四國」（Four Nations）。在體育活動方面，聯合王國內的國家通常都有自己的國家隊──英格蘭、威爾斯、蘇格蘭和北愛爾蘭，例如在足球比賽中。四個國家的運動競賽通常稱為「Home internationals」。（例如足球的「British Home Championship」）
足球在北愛爾蘭的官方組織為愛爾蘭足球協會（Irish Football Association），於南北分裂的四十多年前即存在。

### 愛爾蘭
爱尔兰（Ireland），可以指地理上的爱尔兰岛（包括英国的北爱尔兰）或单指主权国家爱尔兰共和国。

### 英國列島

英國列島（British Islands），指英国主权所及的不列颠群岛地区，包括联合王国本土、马恩岛和海峡群岛，后者被分为泽西、根西和曼岛三个皇家属地。
在联合王国发行的英国护照的封面上标有“British Passport - United Kingdom of Great Britain and Northern Ireland（英国护照-大不列颠及北爱尔兰联合王国）”字样。在皇家属地的护照中，将其替换为“British Passport – Bailiwick of Jersey（英国护照-泽西）”，“British Passport – Bailiwick of Guernsey（英国护照-根西）”或“British Passport – Isle of Man（英国护照-马恩岛）”。
《1978年釋義法令》第5条规定，在任何法中，除非有相反的意图出现，“英國列島”一词应根据该法的附表1解释，该表包含以下段落：
“英國列島”指联合王国、海峡群岛和马恩岛。
（页面存档备份，存于）
在不违反附表2第4（2）段的情况下，附表1的适用范围适用于1889年以后通过的法案。

## 體育比賽
- 在英联邦运动会和足球比赛中，英国的四个构成国分别派出代表队参赛，而奥运会等联合组队参加。
- 在蓋爾式運動中，並不區分愛爾蘭共和國和北愛爾蘭。郡隊在地方冠軍賽中比賽（阿爾斯特的北愛六郡和共和國三郡皆在阿爾斯特冠軍賽中比賽），而這些冠軍賽的勝利隊伍將在全愛爾蘭冠軍賽（由於後門系統，最近變的更為複雜）。即使北愛也在比賽當中，愛爾蘭三色旗，仍在每場比賽中飄揚。在更大型的比賽中，有國歌演奏時，總是演奏戰士之歌國歌。在國際規則足球（International rules football）對澳洲系列賽中，愛爾蘭國家隊是由32郡所選出。
- 在足球中，每個政治實體有一支隊伍：北愛爾蘭和愛爾蘭共和國。在歐洲足聯和國際足總的一致規則下，這兩個實體各有自己的足球聯盟代表：Irish Football League和League of Ireland。
- 在聯合式橄欖球、聯盟式橄欖球、曲棍球、板球、拳击、高爾夫、田徑和其它運動中，愛爾蘭隊是由全島選出（ie. 包括愛爾蘭共和國和北愛爾蘭）。許多運動組織根據地方界限而分區。e.g. 蓋爾田徑協會、高爾夫。

## 其他称谓
- 不列顛群島（British Isles）是一個用來指大不列顛以及愛爾蘭島和其它周圍小島，包括曼島的稱呼，有些時候也包括海峡群岛（根西島和澤西島）。 參見不列顛群島命名爭議以暸解更多有關使用這個稱呼的衝突與爭議。
- 大不列顛和愛爾蘭（Great Britain and Ireland），或者「不列顛和愛爾蘭」（Britain and Ireland）、「聯合王國和愛爾蘭」（The UK and Ireland）等有時也做為不列顛群島的代稱。
- 盎格魯-凱爾特群島（Anglo-Celtic Isles）是一個對不列顛和愛爾蘭地理區域的別稱（有限制地使用），更常指'不列顛群島'。'盎格魯-凱爾特群島'是此詞的衍生。此詞使用大-文化族群用語盎格魯-凱爾特，指島嶼上的兩個主要民族──盎格魯-撒克遜人和凱爾特人（也可以包含盎格魯-諾曼人），希望能夠成為一個不含任何政治意味的地理性用語。
- 北大西洋群島（Islands of the North Atlantic），也是個被建議用來取代'不列顛群島'的，而不含相同政治意涵的詞語。 然而，因為此詞可能包含如冰島等北大西洋島嶼，實際上並未被普遍使用。此詞於貝爾法斯特協定（Belfast Agreement）第三階段談判中被使用（它的縮寫，IONA，同時也是蘇格蘭旁小島，艾歐那的名稱）。
- 阿爾斯特（Ulster），愛爾蘭傳統四省之一的名稱。正式來說，其包含島上最北9郡，其中6郡組成北爱尔兰，另外三郡是爱尔兰共和国的一部份。這個名稱常被聯合主義者使用來指較小的北愛爾蘭。即使阿爾斯特從蓋爾地方王國至今從未成為一個政治實體，它保持地理區域的關係，並且於運動比賽和文化中使用。